# Wissenschaftlicher Beirat der Bundesregierung Globale Umweltveränderungen
Der Wissenschaftliche Beirat der Bundesregierung Globale Umweltveränderungen (WBGU) wurde 1992 im Umfeld der Konferenz der Vereinten Nationen über Umwelt und Entwicklung, UNCED („Erdgipfel von Rio de Janeiro“) von der deutschen Bundesregierung als unabhängiges wissenschaftliches Beratungsgremium eingerichtet.
Der Beirat besteht aus neun Mitgliedern, die jeweils für vier Jahre vom Bundeskabinett berufen werden. Die Aufgabe des WBGU ist es, die Forschung auf dem Gebiet des globalen Wandels auszuwerten und zu analysieren. Das WBGU erarbeitet Empfehlungen für das politische und gesellschaftliche Handeln sowie für die Forschung. Hierfür erstellt er Gutachten und politische Analysen. Er wirkt an der öffentlichen Bewusstseinsbildung über die Probleme des globalen Wandels mit.

## Aufgaben des WBGU
Die Hauptaufgaben des WBGU sind:
- globale Umwelt- und Entwicklungsprobleme zu analysieren und darüber in Gutachten zu berichten,
- nationale und internationale Forschung auf dem Gebiet des globalen Wandels auszuwerten,
- im Sinne von Frühwarnung auf neue Problemfelder hinzuweisen,
- Forschungsdefizite aufzuzeigen und Impulse für die Wissenschaft zu geben,
- nationale und internationale Politiken zur Umsetzung einer nachhaltigen Entwicklung zu beobachten und zu bewerten,
- Handlungs- und Forschungsempfehlungen zu erarbeiten und
- durch Presse- und Öffentlichkeitsarbeit das Bewusstsein für die Probleme des globalen Wandels zu fördern.

Der WBGU nimmt auch zu aktuellen Anlässen Stellung, wie beispielsweise den UN-Klimakonferenzen (etwa in Paris 2015), der Konferenz der Vereinten Nationen über nachhaltige Entwicklung 2012 (Rio+20), der Verabschiedung der Sustainable Development Goals 2015, der dritten Konferenz der Vereinten Nationen zu Wohnungsfragen und nachhaltiger Stadtentwicklung (HABITAT III) sowie der G20 Präsidentschaft Deutschland 2017. Generalsekretäre des WBGU waren Meinhard Schulz-Baldes (1993–2008), Inge Paulini (2008–2017) und Maja Göpel (2017–2020).

## Die Mitglieder des Beirats
Der WBGU hat neun Mitglieder, die vom Bundeskabinett auf Vorschlag der Minister für Bildung und Forschung (BMBF) sowie Umwelt, Naturschutz, Bau und Reaktorsicherheit (BMUB) für eine Dauer von vier Jahren berufen werden. Die Vorsitzenden des WBGU werden von den Mitgliedern gewählt.

### Beiratsmitglieder ab November 2024
Die neu berufenen Mitglieder des WBGU ab November 2024 sind:
- Aletta Bonn, Leiterin des Departments Biodiversität und Mensch am Helmholtz-Zentrum für Umweltforschung (UFZ), Leipzig, und Professorin für Ökosystemleistungen an der Universität Jena im Rahmen des Deutschen Zentrums für integrative Biodiversitätsforschung (iDiv). WBGU-Mitglied seit 11/2024.
- Jörg Drewes, Professor für Umweltingenieurwesen, Leiter des Lehrstuhls und Versuchsanstalt für Siedlungswasserwirtschaft an der Technischen Universität München. WBGU-Mitglied seit 11/2020.
- Anna-Katharina Hornidge, Direktorin des German Institute of Development and Sustainability (IDOS) in Bonn und Professorin für Globale Nachhaltige Entwicklung an der Universität Bonn. WBGU-Mitglied seit 11/2020.
- Kai Maaz, Geschäftsführender Direktor des Leibniz-Institut für Bildungsforschung und Bildungsinformation (DIPF) und Professor für Soziologie mit dem Schwerpunkt Bildungssysteme und Gesellschaft an der Universität Frankfurt am Main. WBGU-Mitglied seit 11/2024.
- Karen Pittel, Direktorin des Zentrums für Energie, Klima und Ressourcen des ifo Instituts in München und Professorin für Volkswirtschaftslehre an der Universität München. WBGU-Mitglied seit 11/2016, Co-Vorsitzende 11/2020 – 11/2024.
- Hans-Otto Pörtner, Professor und Senior Advisor am Alfred-Wegener-Institut Helmholtz-Zentrum für Polar- und Meeresforschung in Bremerhaven. WBGU-Mitglied seit 11/2020.
- Sabine Schlacke, Professorin für Öffentliches Recht, insb. Verwaltungs- und Umweltrecht an der Universität Greifswald und geschäftsführende Direktorin des Instituts für Energie-, Umwelt- und Seerecht (IfEUS). WBGU-Mitglied seit 2008, 2016–24 Co-Vorsitzende.
- Claudia Traidl-Hoffmann, Professorin für Umweltmedizin an der Universität Augsburg, Direktorin des Instituts für Umweltmedizin bei Helmholtz Munich und Vize-Direktorin des Zentrums für Klimaresilienz der Universität Augsburg. WBGU-Mitglied seit 12/2022.
- Joscha Wullweber, Heisenberg-Professor für Politics/Political Economy, Transformation and Sustainability an der Fakultät für Wirtschaft und Gesellschaft der Universität Witten/Herdecke und Direktor des International Center for Sustainable and Just Transformation [tra:ce]. WBGU-Mitglied seit 11/2024.

### Frühere Beiratsmitglieder
Ehemalige Beiratsmitglieder sind:
- Alexander Bassen, Professor für Betriebswirtschaftslehre, insb. Kapitalmärkte und Unternehmensführung an der Universität Hamburg, Visiting Professor im Department of Accountancy and Law, School of Business an der Hong Kong Baptist University, Mitglied des Rats für Nachhaltige Entwicklung (2020–2024)
- Friedrich O. Beese, Agronom: Direktor des Instituts für Bodenkunde und Waldernährung, Universität Göttingen (1992–2000)
- Nina Buchmann, Professorin für Graslandwissenschaften, Institut für Pflanzenwissenschaften, Eidgenössische Technische Hochschule, Zürich (2004–2008)
- Astrid Epiney, Professorin für Völkerrecht, Europarecht und schweizerisches öffentliches Recht, geschäftsführende Direktorin am Institut für Europarecht, Université de Fribourg (2004–2008)
- Markus Fischer, Professor für Pflanzenökologie an der Universität Bern (2020–2024)
- Klaus Fraedrich, Meteorologe: Meteorologisches Institut der Universität Hamburg (1996–2000)
- Martina Fromhold-Eisebith, Leiterin des Lehrstuhls für Wirtschaftsgeographie an der RWTH Aachen. Forschungsschwerpunkte: Innovationsorientierte Regionalentwicklung, global-lokale Zusammenhänge wirtschaftsräumlicher Entwicklung, Nachhaltigkeit und Regionalentwicklung (2016–2020)
- Sabine Gabrysch, Professorin für Klimawandel und Gesundheit an der Charité – Universitätsmedizin Berlin, Leiterin der Abteilung Klimaresilienz am Potsdam-Institut für Klimafolgenforschung (2020–2022)
- Hartmut Graßl, Direktor am Max-Planck-Institut für Meteorologie, Hamburg (Vorsitzender 1992–1994, 2000–2004)
- Rainer Grießhammer, Mitglied der Geschäftsführung des Öko-Instituts e. V., Freiburg, und geschäftsführender Vorstand der Stiftung Zukunftserbe (2004–2008)
- Ulrike Grote, Direktorin des Instituts für Umweltökonomik und Welthandel der Gottfried Wilhelm Leibniz Universität Hannover und Senior Fellow am Zentrum für Entwicklungsforschung (ZEF), Bonn (2016–2020)
- Gotthilf Hempel, Fischereibiologe: Direktor des Zentrums für Marine Tropenökologie Universität Bremen (1992–1996)
- Paul Klemmer, Ökonom: Präsident des Rheinisch-Westfälischen Instituts für Wirtschaftsforschung (1992–2000)
- Juliane Kokott, Juristin, Lehrstuhl für Deutsches und Ausländisches Öffentliches Recht, Völkerrecht und Europarecht der Universität Düsseldorf (stellvertretende Vorsitzende 1992–2003)
- Frauke Kraas, Professorin für Anthropogeographie an der Universität zu Köln (2013–2016).
- Lenelis Kruse-Graumann, Psychologin: Schwerpunkt „Ökologische Psychologie“, Fernuniversität Hagen (1992–2000)
- Margareta Kulessa, Professorin für allgemeine Volkswirtschaftslehre und Internationale Wirtschaftsbeziehungen, Fachhochschule Mainz (2000–2008)
- Karin Labitzke, Meteorologin: Institut für Meteorologie an der Freien Universität Berlin (1992–1996)
- Claus Leggewie, Direktor des Kulturwissenschaftlichen Instituts Essen (KWI) und Professor für Politikwissenschaft, Universität Gießen. Ko-Direktor des Käte Hamburger-Kollegs „Politische Kulturen der Weltgesellschaft“, Universität Duisburg-Essen (2008–2016)
- Reinhold Leinfelder, Geologe und Paläontologe mit dem Schwerpunkt Geobiologie, Integrative Biodiversitätsforschung und Wissenskommunikation; Professor am Institut für Geologische Wissenschaften der Freien Universität Berlin (2008–2013)
- Peter Lemke, Professor für Physik von Atmosphäre und Ozean, Universität Bremen und Leiter des Fachbereichs Klimawissenschaften des Alfred-Wegener-Institut Helmholtz-Zentrum für Polar- und Meeresforschung (2013–2016)
- Joachim Luther, Leiter des Fraunhofer-Instituts für Solare Energiesysteme in Freiburg (2000–2004)
- Ellen Matthies, Professorin für Umweltpsychologie an der Otto-von-Guericke-Universität Magdeburg (2013–2020)
- Dirk Messner (Vorsitzender), Direktor des Instituts für Umwelt und menschliche Sicherheit der Universität der Vereinten Nationen (UNU-EHS) und Co-Direktor des Center for Advanced Studies on Global Cooperation Research, Universität Duisburg-Essen (seit 2004 im WBGU, stellvertretender Vorsitzender 2009–2013, 2013–2019 Vorsitzender)
- Heidrun Mühle, Agronomin: Projektbereich Agrarlandschaften am Umweltforschungszentrum Leipzig-Halle (1992–1996)
- Nebojsa Nakicenovic, Professor für Energiewirtschaft an der Technischen Universität Wien, stellvertretender Direktor des International Institute for Applied Systems Analysis (IIASA) und Direktor des Global Energy Assessment (GEA) (2008–2016)
- Christine Neumann, Ärztin: Direktorin der Abteilung Dermatologie und Venerologie der Universität Göttingen (1996–2000)
- Franz Nuscheler, Direktor des Instituts für Entwicklung und Frieden in Duisburg (2000–2004)
- Stefan Rahmstorf, Professor für Physik der Ozeane, Universität Potsdam, und Leiter der Abteilung Erdsystemanalyse am Potsdam Institut für Klimafolgenforschung (2004–2013)
- Ortwin Renn, Soziologe: Akademie für Technikfolgenabschätzung in Baden-Württemberg (1996–2000)
- Rainer Sauerborn, Ärztlicher Direktor der Abteilung für Tropenhygiene und Öffentliches Gesundheitswesen am Universitätsklinikum Heidelberg (2000–2004)
- Ina Schieferdecker, Leiterin des Fraunhofer-Instituts für Offene Kommunikationssysteme (FOKUS) in Berlin, Professorin für Quality Engineering von offenen verteilten Systemen an der TU Berlin und Direktorin des Weizenbaum-Instituts für die vernetzte Gesellschaft (2016–2018)
- Hans Joachim Schellnhuber, ehemaliger Direktor des Potsdam-Instituts für Klimafolgenforschung (PIK) und externer Professor am Santa Fe Institute (1992-2020, 1994–1996 stellvertretender Vorsitzender, 1996–2000 Vorsitzender, 2004–2008 stellvertretender Vorsitzender, 2009–2016 Vorsitzender)
- Jürgen Schmid, ehem. Leiter des Fraunhofer-Instituts für Windenergie und Energiesystemtechnik, IWES (2004–2013)
- Uwe Schneidewind, Präsident und wissenschaftlicher Geschäftsführer am Wuppertal Institut für Klima, Umwelt, Energie gGmbH und Professor für Innovationsmanagement und Nachhaltigkeit („Sustainable Transition Management“) an der Bergischen Universität Wuppertal (WBGU-Mitglied 2013–2020)
- Renate Schubert, Professorin für Nationalökonomie und Direktorin des Instituts für Umweltentscheidungen, Eidgenössische Technische Hochschule, Zürich (2000–2013, Vorsitzende 2004–2008)
- Ernst-Detlef Schulze, Botaniker, Direktor am Max-Planck-Institut für Biogeochemie in Jena (1996–2004)
- Udo Ernst Simonis, Ökonom: Forschungsschwerpunkt „Technik – Arbeit – Umwelt“ am Wissenschaftszentrum Berlin (1992–1996)
- Hans Willi Thoenes, Technologe: Rheinisch-Westfälischer TÜV in Essen (1992–1996)
- Max Tilzer, Limnologe: Fakultät für Biologie, Universität Konstanz (1996–2000)
- Paul Velsinger, Ökonom: Leiter des Fachgebiets Raumwirtschaftspolitik an der Universität Dortmund (1992–2000)
- Anke Weidenkaff, Leiterin der Fraunhofer-Einrichtung für Wertstoffkreisläufe und Ressourcenstrategie (Fraunhofer IWKS) in Alzenau und Hanau, Leiterin des Fachgebietes Werkstofftechnik und Ressourcenmanagement an der TU Darmstadt. (2020–2024)
- Horst Zimmermann, Ökonom: Abteilung für Finanzwissenschaft an der Universität Marburg (1992–2000, Vorsitzender 1994–1996)

### Sonstiges
Bei der Neubesetzung des Beirats 2013 gab es Meinungsverschiedenheiten zwischen den Koalitionspartnern der Bundesregierung.

## Gutachten

### Hauptgutachten

#### Welt im Wandel – Grundstruktur globaler Mensch-Umwelt-Beziehungen (1993)
In seinem ersten Gutachten 1993 beschreibt der WBGU die enge globale Vernetzung von Mensch und Natur, Gesellschaft und Umwelt. Globale Umweltziele und die weitere wirtschaftliche Entwicklung sollten besser aufeinander abgestimmt werden: Die Umweltpolitik sollte – bei uns wie in den Entwicklungsländern – die globalen Umweltwirkungen weit stärker als bisher in die Rahmendaten des Wirtschaftens einbeziehen. Der Beirat gibt mit Blick auf die Haupttrends „Zunahme der Weltbevölkerung“, „langfristig veränderte Zusammensetzung der Atmosphäre“, „Verlust an biologischer Vielfalt“ und „Schädigung und Verlust von Boden“ einige übergreifende Empfehlungen:
- Erhöhung der Entwicklungshilfe Deutschlands auf 1 % des Bruttosozialprodukts bei Neudefinition der Gruppe der „Entwicklungsländer“ unter Einbeziehung von Regionen des ehemaligen Ostblocks.
- Rasche Umsetzung der Klimakonvention, d. h. Reduzierung der CO2-Emissionen, und zwar bevorzugt durch eine weltweite Zertifikats-Lösung; parallel dazu erhöhte und zweckgebundene Finanztransfers zum Schutz der tropischen Wälder.
- Sensibilisierung der Bürger für globale Umweltprobleme sowie Programme zur Förderung umweltverträglichen Handelns.[9]

#### Welt im Wandel – Die Gefährdung der Böden (1994)
Die Böden bilden eine essentielle, bisher zu wenig beachtete Lebensgrundlage der Menschheit. In sehr unterschiedlicher Ausprägung führen menschliche Aktivitäten an vielen Stellen der Erde zu einer Degradation der Böden, die in graduellen Abstufungen von abnehmender Fruchtbarkeit bis zur unumkehrbaren Zerstörung reicht. Viele lokale Prozesse summieren sich zu einem globalen Umwelttrend, dem dringend mit politischen Maßnahmen begegnet werden muss. Die langsame, für die menschlichen Sinne nur schwer wahrnehmbare Zerstörung der Böden, hat bisher zu einer eher randständigen Behandlung dieses Themas in der Umweltdiskussion geführt. Die Bedrohung der Böden sollte aber auf der umweltpolitischen Agenda eine deutlich höhere Bedeutung erhalten: für das Schutzgut Boden sollten national wie international bessere rechtliche Rahmenbedingungen geschaffen werden. Der Beirat empfiehlt der Bundesregierung zu prüfen, ob eine differenzierte „Boden-Erklärung“ ausreicht oder ob eine globale „Boden-Konvention“ angestrebt werden sollte. Für beide liefert das Gutachten relevante Argumente. Mit einem solchen Instrument soll dem globalen Bodenschutz ein ähnlicher internationaler Stellenwert erkämpft werden, wie dies für den Klimaschutz schon weitgehend gelungen ist.

#### Welt im Wandel – Wege zur Lösung globaler Umweltprobleme (1995)
Der WBGU beschreibt in diesem Gutachten Wege zur Lösung globaler Umweltprobleme. Zwar sind in vielen Bereichen endgültige Lösungen nicht erkennbar, noch aber scheinen bei entsprechendem Willen und Handeln der Beteiligten irreversible katastrophale Schäden der globalen Umwelt im Prinzip vermeidbar. Ob diese Wege auch wirklich beschritten werden, muss die Zukunft zeigen, denn dazu sind große Anstrengungen und erhebliche Umorientierungen im lokalen, nationalen und globalen Maßstab notwendig. Zwei Wege sind parallel zu verfolgen: Zum einen sollten die gesellschaftlichen Voraussetzungen zur Lösung globaler Umweltprobleme verbessert werden. Diese Maßnahmen auf individueller und institutioneller Ebene fordern Staat und Gesellschaft, wobei auch die Nichtregierungsorganisationen eine bedeutende Rolle spielen können. Zum anderen sollten für verschiedene Bereiche globaler Umweltprobleme in einem demokratischen Abstimmungsprozess internationale Vereinbarungen formuliert bzw. verschärft und mit geeigneten Maßnahmen durchgesetzt werden.

#### Welt im Wandel – Herausforderung für die deutsche Wissenschaft (1996)
Die Menschheit hat zum ersten Mal in ihrer Geschichte einen Punkt erreicht, an dem Entwicklungs- und Umweltprobleme zu einer ernsthaften globalen Überlebenskrise geführt haben. Die Wissenschaft hat darauf bislang keine oder nur unzureichende Antworten geliefert. Die vorliegenden einzelwissenschaftlichen Analysen erweisen sich aufgrund der Komplexität und Vernetztheit der Probleme als unbefriedigend. Der WBGU bemängelt in diesem Bericht außerdem, dass die deutsche Forschung zum globalen Wandel zu wenig international ausgerichtet, zu stark an Einzeldisziplinen orientiert und in der politikrelevanten Aufbereitung zu schwach entwickelt ist. Als Alternative werden neue Möglichkeiten zu Strukturveränderungen in der Forschungslandschaft aufgezeigt. Dazu hat das Expertengremium einen neuen Ansatz zur Erforschung des globalen Wandels vorgelegt: den Syndromansatz. Hiermit können die „Erkrankungen“ des Planeten Erde systematisch beschrieben und analysiert werden, mit dem Ziel, Lösungsansätze zu entwickeln. Die 16 wichtigsten Syndrome oder Krankheitsbilder der Erde wurden identifiziert.

#### Welt im Wandel – Wege zu einem nachhaltigen Umgang mit Süßwasser (1997)
Die globale Süßwasserkrise wird sich zukünftig weiter verschärfen. Neueste Analysen des Wissenschaftlichen Beirats der Bundesregierung Globale Umweltveränderungen zeigen nicht nur die heutigen Brennpunkte, sondern auch die zukünftig für Wasserkrisen besonders anfälligen Weltregionen auf. Zusätzlich werden drei eng mit der globalen Süßwasserkrise in Verbindung stehende „Krankheitsbilder der Erde“ untersucht. Aus dieser Zusammenschau leiten die Wissenschaftler in ihrem Bericht Handlungsempfehlungen für die Politik ab. Übergreifend schlägt das Expertengremium vor, eine „Weltwassercharta“ zu initiieren, die die internationale Gemeinschaft auf gemeinsame Prinzipien zu einem „Guten Umgang mit Wasser“ verpflichtet. Hierauf aufbauend sollte ein „Globales Aktionsprogramm“ zur detaillierten Ausgestaltung und Umsetzung der vereinbarten Prinzipien entwickelt werden. Ein solches Aktionsprogramm ist nach den Vorstellungen der Wissenschaftler international nur mit Hilfe einer durchsetzungsfähigen Organisation umsetzbar. Daher fordert der WBGU, im Rahmen der Vereinten Nationen die vorhandenen Umwelt- und Entwicklungsinstitutionen und -programme in einer gestärkten „Organisation für nachhaltige Entwicklung“ zu konsolidieren.

#### Welt im Wandel – Strategien zur Bewältigung globaler Umweltrisiken (1998)
Globale Risikopotentiale und ihre Wechselwirkungen mit ökonomischen, sozialen und ökologischen Wandlungsprozessen sind zu einer Herausforderung für die internationale Gemeinschaft geworden. Niemals zuvor haben die Eingriffe des Menschen in die Natur eine globale Reichweite erreicht. Dazu haben auf der einen Seite u. a. die Zunahme der Weltbevölkerung, vor allem in den Entwicklungsländern, und auf der anderen Seite die Erhöhung des Anspruchsniveaus der Menschen in Verbindung mit einer bestimmten Wirtschafts- und Produktionsweise, vor allem in den Industrieländern, beigetragen. Mit diesem Gutachten will der Beirat einen konstruktiven Beitrag zu einem effektiven, effizienten und sachlichen Umgang mit Risiken des Globalen Wandels leisten. Dabei werden die global relevanten Risiken typisiert und diesen Typen bewährte, aber auch innovative Strategien zur Risikobewertung und Instrumente für das Risikomanagement zugeordnet, so dass Managementprioritäten festgelegt werden können. Gleichzeitig ist es aber unmöglich, sich gegen alle globalen Risiken abzusichern, zumal mit Risiken auch Chancen verbunden sind. Um die Risiken des Globalen Wandels für die Völkergemeinschaft so gering wie möglich zu halten, empfiehlt der WBGU übergreifende Maßnahmen für die internationale Politik, wie eine weltweite Angleichung des Haftungsrechts, die Schaffung von Umwelthaftungsfonds, die Einrichtung eines „UN Risk Assessment Panel“ und Strategien zur Minderung der Risikoanfälligkeit. Außerdem plädiert der WBGU für eine verbesserte Forschungsförderung und die Sicherstellung einer unabhängigen Grundlagenforschung.

#### Welt im Wandel – Erhaltung und nachhaltige Nutzung der Biosphäre (1999)
Ausgehend von einer Analyse der Krise der globalen Biosphäre und ihrer Bedeutung für eine nachhaltige Entwicklung leitet der WBGU Prinzipien für eine erfolgreiche internationale „Biosphärenpolitik“ ab. Der Beirat geht von dem Ansatz aus, dass die Beziehung zwischen Mensch und Natur gestört sei. Sie habe sich im Laufe der Kulturgeschichte vom harmonischen Einssein der „Ökosystem-Menschen“ (die der Rat auch in den heute noch existierenden sogenannten „Naturvölkern“ sieht) zur Rolle des „Biosphären-Menschen“ der globalen Industriegesellschaften gewandelt, der vor allem zerstörerisch mit der Natur (nunmehr als Gegenbegriff zur Kultur) umgeht. Vor diesem Hintergrund räumt der Rat den Erkenntnissen und Anleitungen zur Gestaltung von Schutz und Nutzung von Natur und Umwelt höchste Priorität ein, um die Biosphäre nachhaltig intakt zu erhalten. Es wird Politikberatung zu einer breiten Palette von Themen geboten: von der Bioprospektierung bis zu einer nachhaltigen Landnutzung, vom bioregionalen Management bis zum Naturschutz, von der Bekämpfung des Raubbaus an Naturressourcen bis zur Erdsystemanalyse. Besonderes Gewicht liegt auf Empfehlungen zur Weiterentwicklung der Biodiversitätskonvention, zur internationalen wissenschaftlichen Politikberatung, zur Biosphärenforschung und zu finanziellen Rahmenbedingungen für Biosphärenpolitik.

#### Welt im Wandel – Neue Strukturen globaler Umweltpolitik (2000)
Heute sind über 900 bi- oder multilaterale Umweltverträge in Kraft, dennoch bleiben die drängendsten Probleme des Globalen Wandels ungelöst bzw. verschärfen sich weiter. Das internationale Institutionen- und Organisationengefüge erweist sich als zu schwach, um diesen Herausforderungen effektiv und effizient zu begegnen. Daher entwickelt der WBGU eine Vision für eine Reform der Vereinten Nationen im Umweltbereich (Earth Alliance). Die Earth Alliance umfasst drei miteinander kooperierende Bereiche. Als Autorität bei der Bewertung von Umweltproblemen wird erstens die Einrichtung einer unabhängigen Instanz vorgeschlagen, die auf besonders risikoreiche Entwicklungen des Globalen Wandels (früh-)warnend hinweisen soll (Earth Assessment). Zweitens werden Änderungen des organisatorischen Kerns der internationalen Umweltpolitik empfohlen (Earth Organization). Im Zentrum steht dabei die stufenweise Einrichtung einer Internationalen Umweltorganisation, als deren Nukleus das bestehende Umweltprogramm der Vereinten Nationen dienen soll. Drittens werden neue Wege zur Finanzierung globaler Umweltpolitik aufgezeigt (Earth Funding).

#### Welt im Wandel – Energiewende zur Nachhaltigkeit (2003)
Das Recht der Entwicklungsländer auf Entwicklung und die Erhaltung der natürlichen Lebensgrundlagen sind die wesentlichen Herausforderungen bei einer Energiewende zur Nachhaltigkeit und der Ausgangspunkt dieses Gutachtens. Wenn die Politik entschieden handelt, ist die Transformation der globalen Energiesysteme ohne gravierende Einschränkungen möglich und finanzierbar: Die Energieeffizienz muss gesteigert, der Anteil fossiler Energieträger deutlich verringert und die erneuerbaren Energien massiv gefördert werden. Für den Einstieg in das Solarzeitalter hat der WBGU einen Fahrplan mit konkreten Zielen und Maßnahmen entwickelt.

#### Welt im Wandel – Armutsbekämpfung durch Umweltpolitik (2004)
Zu Beginn des 21. Jahrhunderts zählen Armutsbekämpfung und Umweltschutz zu den größten Herausforderungen der Weltgemeinschaft. Umweltveränderungen werden künftig in noch größerem Umfang existenzbedrohende Auswirkungen haben, von denen besonders die Armen betroffen sein werden. Um diese Herausforderungen bewältigen zu können, muss die Partnerschaft zwischen Industrie- und Entwicklungsländern mit neuem Leben gefüllt werden. Armutsbekämpfung und Umweltschutz müssen von der lokalen bis zur globalen Ebene zu einer kohärenten Politik verknüpft werden. Der WBGU zeigt in diesem Gutachten, dass globale Armutsbekämpfung globale Umweltpolitik voraussetzt. Er analysiert die relevanten Politikprozesse und gibt konkrete Empfehlungen zur Problembewältigung.

#### Welt im Wandel – Sicherheitsrisiko Klimawandel (2007)
Der Klimawandel wird ohne entschiedenes Gegensteuern bereits in den kommenden Jahrzehnten die Anpassungsfähigkeiten vieler Gesellschaften überfordern. Daraus könnten Gewalt und Destabilisierung erwachsen, die die nationale und internationale Sicherheit in einem bisher unbekannten Ausmaß bedrohen. Der Klimawandel könnte die Staatengemeinschaft aber auch zusammenführen, wenn sie ihn als Menschheitsbedrohung versteht und in den kommenden Jahren durch eine energische und weltweit abgestimmte Klimapolitik die Weichen für die Vermeidung eines gefährlichen anthropogenen Klimawandels stellt. Gelingt dies nicht, wird der Klimawandel zunehmend Spaltungs- und Konfliktlinien in der internationalen Politik hervorrufen, weil er vielfältige Verteilungskonflikte in und zwischen Ländern auslöst: Um Wasser, um Land, um die Bewältigung von Flüchtlingsbewegungen oder um Kompensationszahlungen zwischen den wesentlichen Verursachern des Klimawandels und den Ländern, die vor allem von dessen destruktiven Wirkungen betroffen sein werden. Vor diesem Hintergrund fasst der WBGU mit dem vorliegenden Hauptgutachten den derzeitigen Stand des Wissens zum Zukunftsthema „Sicherheitsrisiko Klimawandel“ zusammen. Grundlage hierfür sind die Erkenntnisse der Umweltkonflikt- und Kriegsursachenforschung sowie der Klimafolgenforschung. Es wurden einerseits Erfahrungen der Vergangenheit aufgearbeitet, zugleich aber ein Blick weit in die Zukunft gewagt, um die sich anbahnenden Wirkungen des Klimawandels auf nationale Gesellschaften, Weltregionen und das internationale System abzuschätzen.

#### Welt im Wandel – Zukunftsfähige Bioenergie und nachhaltige Landnutzung (2008)
Angesichts der großen Chancen und Risiken sowie der Komplexität ist Bioenergie in kurzer Zeit zu einer anspruchsvollen politischen Regulierungs- und Gestaltungsaufgabe geworden, die nur durch weltweite Kooperation und internationale Rahmensetzung gelöst werden kann. Die zentrale Botschaft des WBGU lautet, dass die weltweit vorhandenen nachhaltigen Potenziale der Bioenergie genutzt werden sollten, solange Gefährdungen der Nachhaltigkeit ausgeschlossen werden können, insbesondere der Ernährungssicherheit sowie der Ziele von Natur- und Klimaschutz.

#### Welt im Wandel – Gesellschaftsvertrag für eine Große Transformation (2011)
Das 2011 als Welt im Wandel – Gesellschaftsvertrag für eine Große Transformation vorgestellte Hauptgutachten für die Rio+20-Konferenz im Juni 2012 sieht die dringende Notwendigkeit einer post-fossilen Wirtschaftsweise. Um die entsprechende Transformation durchzuführen, müsse ein Gesellschaftsvertrag zur Innovation durch einen neuartigen Diskurs zwischen Regierungen und Bürgern innerhalb und außerhalb der Grenzen des Nationalstaats geschlossen werden.
Der Historiker Wolfgang Wippermann kritisierte das in diesem Gutachten vorgeschlagene Vorgehen als undemokratische Dystopie, mit dem das Gremium seine Kompetenzen weit überschreite. Dagegen schreibt die Tageszeitung (taz) über das Gutachten Gesellschaftsvertrag für eine Große Transformation: „Der Wissenschaftliche Beirat brütet schon lange über dem Gutachten, aber mit der Atomkatastrophe in Japan hat das Ganze die nötige Brisanz gewonnen. Täglich führen die Notmaßnahmen an der Pazifikküste vor Augen, dass die Energiewende kein nettes Ökoträumchen ist, sondern bare Notwendigkeit. (...) Nun das Wichtige: Es gibt Feinde einer solchen Energierevolution. (...) Diese Feinde des Energieumbaus muss man entweder als Befürworter gewinnen oder entmachten. Die letzten Jahrzehnte haben gezeigt, dass sie nur mit klaren Gesetzen zum Handeln bewegt werden können. Sie erkennen dann ihre Chancen oder steigen aus. Wir können nicht noch ein halbes Dutzend Gutachten, Naturkatastrophen und Ölkriege abwarten. Das würde dann doch zu teuer.“
Ebenfalls in der tageszeitung (taz) schrieb Bernhard Pötter im Juni 2011: „Aber nun greifen sie zum großen Knüppel. ‚Ökodiktatur‘ lautet der Vorwurf von RWE-Chef Großmann an die Bundesregierung, das Gleiche kommt von der übrigen Atomlobby, der Tagesspiegel wähnt den WBGU auf dem Weg zur „jakobinischen Ökodiktatur“ und Springers Welt macht gleich eine ganze Debattenreihe dazu. Sie alle bezeichnen damit nicht etwa Normen, die gegen die Verfassung verstoßen, sondern Gesetze und Verordnungen, die öffentlich diskutiert und parlamentarisch abgestimmt werden und gegen die vor deutschen Gerichten geklagt werden kann. (…) Diese Kritiker greifen zu einem beliebten Trick, um ökologischen Fortschritt zu diffamieren. Denn die Ökodiktatur wurde von ihren Gegnern schon mehrfach proklamiert: Bei der Bekanntgabe der EU-Klimaziele ebenso wie bei der Einführung der Energiesparbirne oder beim Dosenpfand. Immer stand natürlich die Existenz unserer Demokratie auf dem Spiel, immer hat sie trotzdem irgendwie überlebt. Kein Wunder: Schließlich ist die Ökodiktatur nur ein Popanz der Anti-Ökos ohne Substanz, Theorie oder Verankerung. Niemand will sie, nur für ihre Gegner ist sie sehr praktisch. (…) Der alten Machtelite des fossil-konservativen Komplexes schwimmen die Felle weg, weil sie auf die drängenden Fragen der Zukunft keine besseren Antworten haben als die Ökos sie schon seit Jahrzehnten formulieren. (…) Der Vorrang für das Überleben hat nichts mit Diktatur zu tun, sondern ist eine rationale Güterabwägung. Daraus folgen aber neue Definitionen. „Freiheit“ etwa ist mehr als ökonomischer Liberalismus, sie kann auch im Verzicht liegen: Freiheit von Verkehrsstau und vom Billigschnitzel, Freiheit von der Angst vor dem atomaren GAU. Die Entkopplung von Freiheit und Wirtschaften ist noch wichtiger als die Entkopplung von Wirtschaftswachstum und Energieverbrauch. „Fahrverzicht für freie Bürger“ wäre ein Slogan, der diese neue Form von Freiheit auf den Punkt brächte.“
Claus Leggewie, Professor für Politikwissenschaft und ehemaliges WBGU-Mitglied, stuft die Warnungen vor einer „Ökodiktatur“ als Verschwörungstheorie ein. Entgegen der Behauptungen der Kritiker ziele das WBGU-Gutachten auf eine Stärkung der Demokratie ab. Der Staat müsse sich für die Herausforderungen der Zukunft Legitimation durch mehr Bürgerbeteiligung verschaffen. Die vom WBGU vorgeschlagene Zukunftskammer solle beratende Funktion haben und stelle in keinerlei Weise eine Einschränkung demokratischer Prinzipien dar.

#### Welt im Wandel – Menschheitserbe Meer (2013)
Trotz zahlreicher völkerrechtlicher Abkommen und freiwilliger Verpflichtungen werden die Meere immer noch massiv überfischt, verschmutzt und zunehmend als letzte große Ressourcenquelle der Erde ausgebeutet. Den schlechten Zustand der Meere nimmt der WBGU jetzt zum Anlass, eine langfristige Vision für einen nachhaltigen Umgang mit dem blauen Kontinent zu entwickeln: Alle Meereszonen mit Ausnahme des Küstenmeeres sollten zum gemeinsamen Erbe der Menschheit erklärt werden. Um diesem Fernziel für die Meeres-Governance näher zu kommen, stellt der WBGU zusätzlich Handlungsempfehlungen vor, die an laufende Politikprozesse anschließen. Dafür betrachtet er beispielhaft die beiden Schwerpunkte Nahrung – nachhaltige Fischerei und Aquakultur – sowie Energie aus dem Meer. Das Gutachten zeigt, dass ein nachhaltiger Umgang mit den Meeren dringend notwendig ist, dass eine Transformation zur klimaverträglichen, nachhaltigen Gesellschaft auch mit den Meeren möglich ist und dass sie weltweit erhebliche Vorteile für eine nachhaltige Energieversorgung sowie für die Ernährungssicherheit bringen kann.

#### Der Umzug der Menschheit: Die transformative Kraft der Städte (2016)
Die Wucht der derzeitigen Urbanisierungsdynamik und ihre Auswirkungen sind so groß, dass sich weltweit Städte, Stadtgesellschaften, Regierungen und Internationale Organisationen diesem Trend stellen müssen. Ein „Weiter so wie bisher“, würde ohne gestaltende Urbanisierungspolitik zu einer nicht-nachhaltigen Welt-Städte-Gesellschaft führen. Nur wenn Städte und Stadtgesellschaften ausreichend handlungsfähig werden, können sie ihre Kraft für eine nachhaltige Entwicklung entfalten: In den Städten wird sich entscheiden, ob die Große Transformation zur Nachhaltigkeit gelingt. In diesem Buch werden die Erfolgsbedingungen dafür diskutiert. Das Hauptgutachten des Jahres 2016 Der Umzug der Menschheit: Die transformative Kraft der Städte wurde im Vorfeld der UN-Weltkonferenz HABITAT III veröffentlicht.

#### Unsere gemeinsame digitale Zukunft (2019)
Laut diesem Gutachten wird der digitale Wandel den Ressourcen- und Energieverbrauch sowie die Schädigung von Umwelt und Klima weiter beschleunigen, wenn keine aktive politische Gestaltung erfolgt. Daher ist es eine vordringliche politische Aufgabe Bedingungen dafür zu schaffen, die Digitalisierung in den Dienst nachhaltiger Entwicklung zu stellen, so eine der zentralen Botschaften des Gutachtens „Unsere gemeinsame digitale Zukunft“. Kurzfristig geht es darum, die Digitalisierung mit den im Jahr 2015 vereinbarten globalen Nachhaltigkeitszielen (SDGs, Agenda 2030) sowie den Zielen des Pariser Klimaübereinkommens in Einklang zu bringen. Neue Technologien sollten gezielt und umfassend genutzt werden, um Menschen Zugang zu Basisdienstleistungen wie Gesundheitsversorgung, Bildung, Energie und (Umwelt-)Informationen zu verschaffen und zugleich Umweltzerstörung zu verhindern. Beispiele sind die Förderung der Energiewende durch Einsatz intelligenter Energienetze, die Senkung des Fahrzeugaufkommens in Städten durch geteilte Mobilität, die den Besitz eines PKW überflüssig macht und die Nutzung digitaler Technologien für die Kreislaufwirtschaft. Zudem müssen bereits jetzt Vorkehrungen getroffen werden, um mit tiefen gesellschaftlichen Umbrüchen umzugehen, die mittelfristig mit der Digitalisierung einhergehen: Beispiele sind der absehbare radikale Strukturwandel auf den Arbeitsmärkten, der Ersatz realweltlicher Erfahrungen in virtuellen Räumen, die vielfältigen Wirkungen von Künstlicher Intelligenz auf Bildung, Wissenschaft, Demokratie oder auch die Herausforderung, die Überwachungspotenziale der neuen Technologien demokratisch einzuhegen. Alle digitalen Veränderungen, so der WBGU in seinem neuen Gutachten, sollten auf das Gemeinwohl und die Steigerung der Lebensqualität der Menschen hin ausgerichtet werden. Schließlich geht es auch darum, sich auf langfristig mögliche Umbrüche vorzubereiten. So sind z. B. bei der Mensch-Maschine-Interaktion bereits heute Risiken für die menschliche Integrität erkennbar. Dies betrifft etwa sensible Neurodaten oder Neuroprothesen, bei denen ethische Aspekte bislang unzureichend berücksichtigt werden. Im Zeitalter der Digitalisierung gilt es, unser Verständnis von „menschlicher Entwicklung“ neu zu bestimmen.

#### Landwende im Anthropozän: Von der Konkurrenz zur Integration (2020)
Nur wenn sich unser Umgang mit Land grundlegend ändert, können die Klimaschutzziele erreicht, der dramatische Verlust der biologischen Vielfalt abgewendet und das globale Ernährungssystem nachhaltig gestaltet werden. Der WBGU schlägt fünf exemplarische Mehrgewinnstrategien vor, um Konkurrenzen zwischen Nutzungsansprüchen zu überwinden. Diese sollten durch fünf Governance-Strategien vorangetrieben werden, darunter insbesondere die Setzung geeigneter Rahmenbedingungen, eine Neuorientierung der EU-Politik und die Errichtung von Gemeinschaften gleichgesinnter Staaten.
Land ist Lebensgrundlage des Menschen. Mit fortschreitendem Klimawandel, dem durch den Menschen verursachten Massenaussterben biologischer Vielfalt und einem vielfach dysfunktionalen Ernährungssystem erleben wir drei aufeinandertreffende globale Krisen, die unmittelbar mit unserem Umgang mit Land verknüpft sind. In den letzten Jahren hat Landnutzung deshalb in der internationalen Umwelt-, Entwicklungs- und Nachhaltigkeitspolitik an Bedeutung gewonnen.

Das Land und seine biologisch produktiven Ökosysteme stehen unter Druck wie nie zuvor. Umgang mit Land bedeutet nicht nur Landnutzung, sondern auch Ökosystemschutz und -renaturierung. Hier setzt das vorliegende Gutachten an: Welche Strategien für den Umgang mit terrestrischen Ökosystemen bieten sich an, um bestehende Nutzungskonkurrenzen zu entschärfen und gleichzeitig Klimaschutz, Biodiversitätserhaltung und Ernährungssicherung zu gewährleisten? Wie kann ein transformativer Wandel hin zu einer nachhaltigen Landnutzung befördert werden, und welche Akteure müssen aktiviert und beteiligt werden? Welche Herausforderungen ergeben sich daraus für die Forschung und für die Rolle Deutschlands in der globalen Umwelt- und Entwicklungspolitik?

#### Gesund leben auf einer gesunden Erde (2023)
Unsere Lebensweise macht krank und zerstört die natürlichen Lebensgrundlagen. In der Vision „Gesund leben auf einer gesunden Erde“ werden menschliche Lebensbereiche – Ernähren, Bewegen, Wohnen – gesund und umweltverträglich gestaltet sowie planetare Risiken – Klimawandel, Biodiversitätsverlust, Verschmutzung – bewältigt. Die Vision „Gesund leben auf einer gesunden Erde“ stellt die Untrennbarkeit der Gesundheit von Mensch und Natur und damit ein erweitertes Gesundheitsverständnis ins Zentrum: Menschliche Gesundheit im umfassenden Sinne der Weltgesundheitsorganisation (WHO), die nicht nur die Abwesenheit von Krankheit, sondern einen Zustand des vollständigen körperlichen, seelischen und sozialen Wohlbefindens beschreibt, ist auf eine „gesunde“ Erde mit funktionierenden, resilienten und leistungsfähigen Ökosystemen und einem stabilen Klima angewiesen.

#### Wasser in einer aufgeheizten Welt (2024)
In einer klimatisch und geopolitisch aufgeheizten Welt verschärfen sich die Herausforderungen um Wasser substanziell. Unsicherheit wird Normalität, Grenzen der Beherrschbarkeit könnten überschritten werden. Wo Wasser ist, ist Leben. Wasser ist mächtig und fragil – Konfliktgegenstand und einendes Medium zugleich. In Zukunft ist mit fortschreitenden, beschleunigten Änderungen des globalen Wasserkreislaufs zu rechnen. Auswirkungen des Klimawandels, die Übernutzung der Wasserressourcen, die ungleiche Verteilung von Wasser, der Verlust von Ökosystemleistungen sowie Gefährdungen durch wasserbezogene Gesundheitsrisiken werden sich weiter verschärfen. Die Annahme von Stationarität, also die Vorstellung, dass natürliche Systeme innerhalb eines definierten Zeitfensters eine auf der Grundlage empirischer Beobachtungen vorhersagbare Variabilität aufweisen, ist angesichts des Klimawandels nicht mehr tragfähig. Dies wird zunehmend in Bedrohungslagen münden, die jenseits des menschlichen Erfahrungsspektrums liegen und sich zu regionalen Wassernotlagen zuspitzen können. Im Extremfall ergeben sich Situationen, in denen Grenzen der Beherrschbarkeit überschritten, gesellschaftliche Strukturen und Ökosysteme substanziell destabilisiert werden und Handlungsspielräume nicht mehr existieren. Dies sind bedrohliche Muster mit planetarer Dimension.
Um krisenhafte Entwicklungen frühzeitig zu erkennen und regionale Wassernotlagen mit planetarer Dimension abzuwenden, sollte international eine Water Mapping Initiative initiiert werden, bestehend aus einer Wissenschaftsplattform und einem Expert:innengremium. Zudem sollte ein systematischer internationaler Austausch über wirkungsvolle Anpassungs- und Resilienzstrategien erfolgen. Anzustreben ist eine Internationale Wasserstrategie, um diesen Herausforderungen, vor denen alle Staaten stehen, als Weltgemeinschaft zu begegnen. Notwendig ist ein klimaresilientes Wassermanagement mit langfristigem Blick, das blaues und grünes Wasser zusammendenkt und flexibel auf Veränderungen reagieren kann. Es muss vorhandene selbstorganisierte Strukturen einbeziehen und benötigt eine begleitende Wissenschaft.

### Sondergutachten

#### Szenario zur Ableitung globaler CO2-Reduktionsziele und Umsetzungsstrategien (1995)
Aus Anlass der ersten Vertragsstaatenkonferenz der Klimarahmenkonvention (UNFCCC) gibt der WBGU die folgende Stellungnahme zur Ableitung globaler CO2-Reduktionsziele und Umsetzungsstrategien ab. Der Beirat leitet ein globales CO2-Reduktionsziel ab, das in einem „Invers-Szenario“ auf der Grundlage mathematisch-physikalischer Modelle berechnet wurde. Aus der Analyse der ökologisch und ökonomisch vermutlich noch tragbaren Belastungen durch Klimaänderungen wird zunächst ein „Toleranzfenster“ für die zulässigen Klimaentwicklungen festgelegt. Ökologische Grenzen ergeben sich dabei aus der Maximaltemperatur und den Temperaturgradienten, an die sich die Biosphäre noch anpassen kann. Ökonomische Grenzen sind durch die für die Weltwirtschaft gerade noch zumutbaren Klimafolgekosten bestimmt.

#### Ziele für den Klimaschutz (1997)
Der WBGU gibt in dieser Stellungnahme zur dritten Vertragsstaatenkonferenz der Klimarahmenkonvention Empfehlungen zur Ausgestaltung der in einem Protokoll zur Konvention zu vereinbarenden Pflichten. Dieses betrifft insbesondere verbindliche, zeitlich und mengenmäßig bestimmte Ziele zur Begrenzung der Emission von Treibhausgasen, die entsprechend dem auf der ersten Vertragsstaatenkonferenz beschlossenen „Berliner Mandat“ für die in Anlage I der Klimarahmenkonvention aufgeführten Industriestaaten vereinbart werden sollen. Hiermit soll das zentrale Ziel der Klimarahmenkonvention erreicht werden, nämlich die Konzentrationen von Treibhausgasen auf einem Niveau zu stabilisieren, auf dem eine „gefährliche vom Menschen verursachte Störung des Klimasystems“ verhindert wird.

#### Die Anrechnung biologischer Quellen und Senken im Kyoto-Protokoll: Fortschritt oder Rückschlag für den globalen Umweltschutz? (1998)
Dieses Sondergutachten bewertet das Kyoto-Protokoll im Hinblick auf die Anrechnung biologischer Quellen und Senken. Die Idee einer Verbindung von Klima- und Senkenschutz wird vom Beirat grundsätzlich befürwortet. Die Art der Anrechnung von biologischen Quellen und Senken, wie sie im Kyoto-Protokoll geregelt wird, bewertet der Beirat allerdings als unzureichend und verbesserungsbedürftig, um dem Klimaschutz und dem Schutz der biologischen Vielfalt gemeinsam zu dienen. Der derzeitige Anrechnungsmodus kann zu negativen Anreizen sowohl für den Klimaschutz als auch für den Schutz der Biodiversität und der Böden führen. Auch ist die durch terrestrische Senken erreichbare Reduktion der Netto-Emissionen mit vielen Unsicherheiten und Unwägbarkeiten verbunden. Schon bei geringfügigen Klimaänderungen können Senken zu Quellen werden. Die energiebedingten Emissionen können langfristig nicht durch die terrestrische Biosphäre kompensiert werden. Der WBGU analysiert in diesem Sondergutachten zunächst die Regelungen des Kyoto-Protokolls und stellt den Wissensstand über die Quellen- und Senkenpotenziale terrestrischer Ökosysteme sowie über die bestehenden Unsicherheiten und offenen Fragen dar. Dies ist die Grundlage für eine Bewertung der Regelungen im Kyoto-Protokoll sowie für Empfehlungen für die Interpretation und weitere Handhabung.

#### Umwelt und Ethik (1999)
Dürfen Menschen alles tun, was sie können? Darf die Menschheit die Natur und die Umwelt ganz für ihre Zwecke einspannen? Immer mehr Menschen fragen nach den Grenzen menschlicher Eingriffe in die Natur. Was ist ethisch erlaubt, und was sollte verboten sein? Auf diese schwierigen Fragen versucht der WBGU in diesem Buch eine Antwort zu geben. Dabei stellt er eine Reihe von Prinzipien auf, die auch bei großen wirtschaftlichen Vorteilen nicht verletzt werden dürfen. Daneben ist es Aufgabe der Ethik, allgemeingültige Kriterien aufzustellen, um zwischen konkurrierenden Anliegen abwägen zu können. Mit diesem Rüstzeug an ethischen und ökonomischen Kriterien sollte die Bundesregierung offensiv Belange des Natur- und Artenschutzes auf internationaler Ebene vertreten.

#### Entgelte für die Nutzung globaler Gemeinschaftsgüter (2002)
Die globalen Gemeinschaftsgüter wie der internationale Luftraum und die Hohe See werden zunehmend übernutzt, weil die Nutzer nicht die vollen Kosten ihres Handelns tragen müssen. Die CO2-Emissionen des internationalen Flugverkehrs und des Schiffsverkehrs fallen nicht unter die quantitativen Verpflichtungen des Kioto-Protokolls. Mit der Erhebung von Nutzungsentgelten können diese Regelungslücken geschlossen und ökologische Lenkungswirkungen zur Verringerung der Umweltschäden erzeugt werden. Zusätzlich werden Mittel gewonnen, die zweckgebunden zum Schutz und Erhalt globaler Gemeinschaftsgüter eingesetzt werden sollen. Der Beirat gibt in diesem Sondergutachten Empfehlungen zu einer politisch tragfähigen Umsetzung des Konzepts der globalen Nutzungsentgelte.

#### Über Kioto hinaus denken – Klimaschutzstrategien für das 21. Jahrhundert (2003)
Der WBGU gibt mit diesem Sondergutachten Empfehlungen für künftige Verhandlungen im Rahmen der Klimarahmenkonvention (UNFCCC), insbesondere des Kioto-Protokolls. Drei Fragen stehen dabei im Mittelpunkt:
- Was ist eine „gefährliche Klimaänderung“ im Sinne des Artikels 2 UNFCCC?
- Welche sozioökonomisch und technologisch möglichen Pfade zur Vermeidung einer solchen gefährlichen Klimaänderung stehen zur Verfügung?
- Wie können dabei alle Länder auf gerechte Weise in die Reduktionspflichten eingebunden werden?

Dazu muss der Blick weit über den Zeithorizont des zweiten Verpflichtungszeitraums des Kioto-Protokolls (nach 2012) hinausreichen, da eine Stabilisierung der Treibhausgaskonzentrationen auf einem tolerablen Niveau nur mit einer langfristigen, ehrgeizigen Minderung der Treibhausgasemissionen erreichbar ist. Das Gutachten konzentriert sich auf die Potenziale zur Minderung der Emissionen von Kohlendioxid als wichtigstem anthropogenen Treibhausgas. Dabei werden zum einen die ökonomischen und technologischen Minderungspotenziale von Emissionen, zum anderen die Bedeutung biologischer Kohlenstoffsenken und die Möglichkeiten zu ihrem Erhalt untersucht. Schließlich werden konkrete Empfehlungen zur Ausgestaltung der politischen und ökonomischen Instrumente im zweiten Verpflichtungszeitraum des Kioto-Protokolls abgeleitet. So empfiehlt der WBGU unter anderem, Emissionsminderungen international gemäß den Prinzipien von Kontraktion und Konvergenz zu verteilen.

#### Die Zukunft der Meere – zu warm, zu hoch, zu sauer (2006)
Neue Forschungsergebnisse zeigen, dass der ungebremste, vom Menschen verursachte Ausstoß von Kohlendioxid schwerwiegende Folgen für die Weltmeere haben wird. Die fortschreitende Erwärmung zum einen und die Versauerung der Meere zum anderen bedrohen die Meeresumwelt sowie die durch Überfischung ohnehin schon geschwächten Fischbestände. Durch den Anstieg des Meeresspiegels sind die Küsten zunehmend Überflutungs- und Wirbelsturmrisiken ausgesetzt. Um die Nachteile für Menschen und Ökosysteme in Grenzen zu halten, müssen neue Wege im Küstenschutz beschritten, Meeresschutzgebiete eingerichtet sowie Regelungen für den Umgang mit Flüchtlingen aus gefährdeten Küstengebieten beschlossen werden. Diese Maßnahmen können jedoch nur erfolgreich sein, wenn die globale Erwärmung und die Versauerung der Meere deutlich begrenzt werden. Ein ambitionierter Klimaschutz ist daher eine entscheidende Voraussetzung für erfolgreichen Meeres- und Küstenschutz.

#### Kassensturz für den Weltklimavertrag – Der Budgetansatz (2009)
Neueste wissenschaftliche Erkenntnisse zeigen, dass nur noch eine begrenzte Menge an Kohlendioxid in die Atmosphäre gelangen darf, um einen gefährlichen Klimawandel zu vermeiden. Deswegen schlägt der WBGU eine globale Obergrenze für Kohlendioxid aus fossilen Quellen vor („Globalbudget“), die bis Mitte des Jahrhunderts noch ausgestoßen werden darf. Der WBGU hat bereits 1995 den Vorschlag gemacht, eine Obergrenze für eine noch akzeptable Erhöhung der globalen Mitteltemperatur zu benennen, die sog. „2 °C-Leitplanke“ und davon ausgehend in einer Rückrechnung, die notwendigen Emissionsreduktionen zu ermitteln. Der neue WBGU-Ansatz entwickelt diese Sichtweise weiter und macht sie anschlussfähig an die internationale Klimapolitik.

#### Klimaschutz als Weltbürgerbewegung (2014)
Der 5. Sachstandsbericht des Weltklimarates (IPCC) macht unmissverständlich klar: Inakzeptable Klimafolgen, die sich jenseits der 2  °C-Leitplanke häufen dürften, können nur vermieden werden, wenn der weitere Anstieg der Treibhausgaskonzentration so bald wie möglich gestoppt wird. Der WBGU empfiehlt daher, die CO2-Emissionen aus fossilen Energieträgern bis spätestens 2070 auf null zu senken. Dies ist ein ebenso ehrgeiziges wie prägnantes Politikziel, denn jedes Land, jede Kommune, jedes Unternehmen und jeder Bürger müssen „die Null schaffen“, wenn die Welt als Ganzes klimaneutral werden soll. Die 2-°C-Linie kann allerdings nur gehalten werden, wenn zahlreiche Akteure – insbesondere die OECD-Staaten – schon deutlich früher ihre Emissionen herunterfahren. Der Weltgesellschaft als Ganzes steht ein eng begrenztes Kohlenstoffbudget zur Verfügung, so dass der Scheitelpunkt der Emissionen möglichst bis 2020, auf alle Fälle aber in der dritten Dekade erreicht werden sollte. Der WBGU umreißt in diesem Gutachten eine Doppelstrategie für den globalen Klimaschutz, die auf das Zusammenspiel von Multilateralismus und Zivilgesellschaft setzt. Dafür sollte zum einen das für Ende 2015 angestrebte Pariser Klimaabkommen bestimmte Merkmale aufweisen, die der Beirat benennt. Insbesondere sollte ein Prozess vereinbart werden, der die Einhaltung der 2-°C-Leitplanke sicherstellt. Zum anderen sollten alle gesellschaftlichen Akteure ihre spezifischen Beiträge zur Dekarbonisierung leisten. So kann eine verschränkte Verantwortungsarchitektur für die Zukunft unseres Planeten entstehen, in der vertikales Delegieren und horizontales Engagieren keinen Gegensatz bilden, sondern sich wechselseitig verstärken.

#### Entwicklung und Gerechtigkeit durch Transformation: Die vier großen I (2016)
Im Jahr 2015 gelang ein historischer Doppelerfolg für die Nachhaltigkeits- und Klimapolitik. Die Agenda 2030 für nachhaltige Entwicklung mit ihren Sustainable Development Goals (SDGs) und das Übereinkommen von Paris zum Klimaschutz definieren ein ehrgeiziges globales Zielsystem. Die Gruppe der zwanzig wichtigsten Industrie- und Schwellenländer (G20) sollte jetzt die Umsetzung beider Abkommen entschlossen vorantreiben und die Große Transformation zur Nachhaltigkeit als einzigartiges Modernisierungsprojekt wahrnehmen, das erhebliche ökonomische Entwicklungschancen bietet. So ist etwa die zur Vermeidung der größten Klimarisiken erforderliche vollständige Dekarbonisierung der Weltwirtschaft nur mit einem tiefgreifenden Wandel der Energiesysteme und anderer emissionsintensiver Infrastrukturen umsetzbar. Die Transformation inspiriert Innovationen und lenkt Investitionen in Richtung Nachhaltigkeit und Klimaschutz, u. a. in die auf- und auszubauenden nachhaltigen Infrastrukturen. Gleichzeitig kann die Transformation genutzt werden, um Ungleichheit zu bekämpfen, also die Inklusion innerhalb der Gesellschaften wie auch global voranzubringen, und so zum Gerechtigkeitsprojekt werden. 

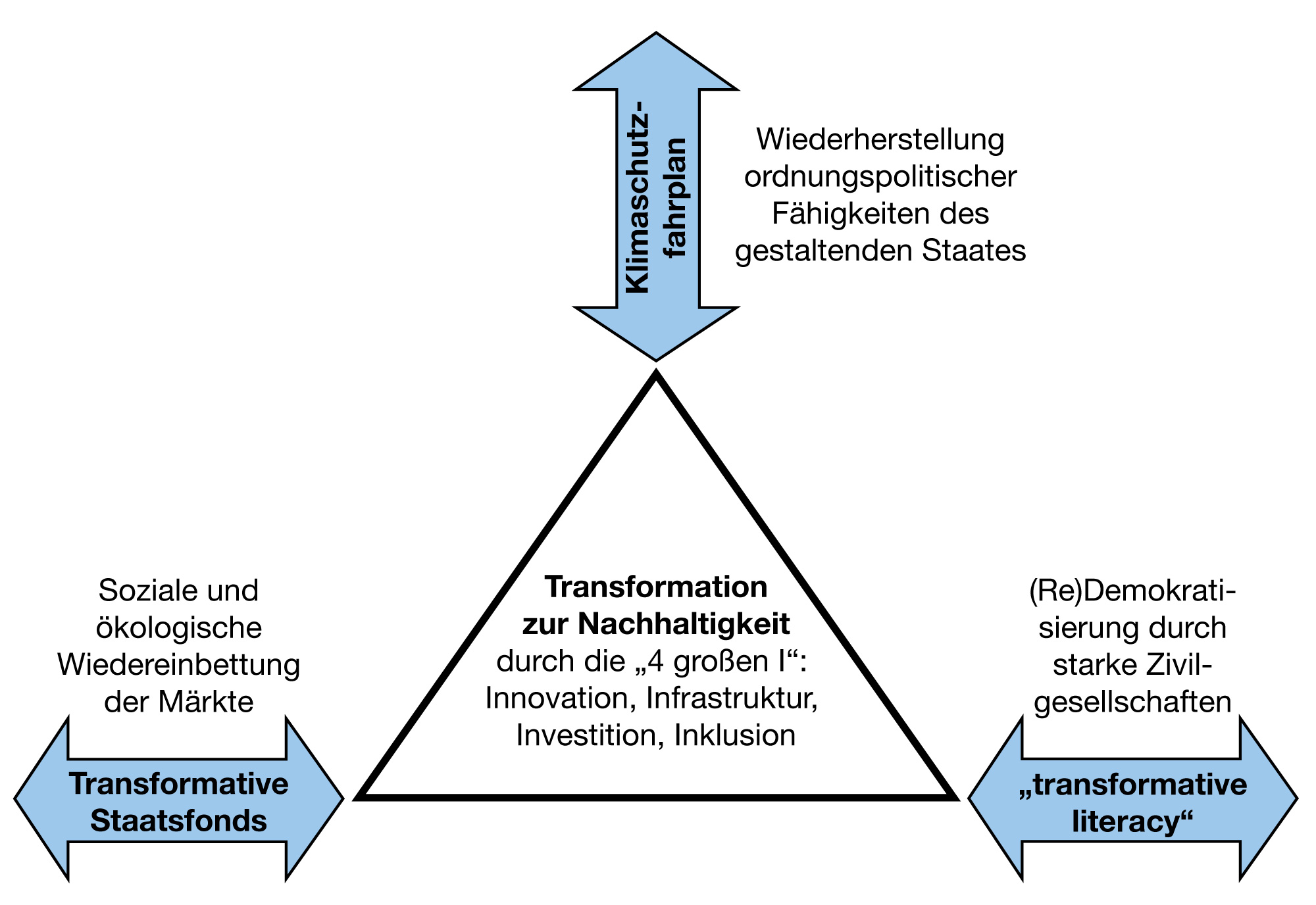

### Politikpapiere
Politikpapiere sind Analysen, die sich auf aktuelle Handlungsbedarfe ausrichten. Sie heben einzelne Aspekte und Themen des globalen Wandels hervor. Sie werden meist zu besonderen Anlässen oder wichtigen Konferenzen erstellt.

#### Biodiversität: Jetzt dringend handeln für Natur und Mensch (2024)
Nur wenn gesunde Ökosysteme nachhaltig überlebenswichtige Leistungen erbringen, kann auch der Mensch gesund leben. Dies setzt den erfolgreichen Schutz von Klima und Biodiversität voraus.
Für Biodiversität bietet das Kunming-Montreal Globale Rahmenabkommen zusammen mit dem neuen UN-Abkommen zum Schutz der Biodiversität auf Hoher See ein einmaliges Gelegenheitsfenster. Der WBGU empfiehlt das Leitbild eines multifunktionalen Flächenmosaiks: Schutz und Nutzung werden so zusammen gedacht, dass Mehrgewinne für Natur und Mensch entstehen. Deutschland sollte international entschlossen vorangehen und Prozesse zur Umsetzung beider Abkommen aufsetzen, Dialogforen und Vorreiterkoalitionen initiieren sowie eine Bildungs- und Kommunikationsoffensive starten. Biodiversitätsförderung sollte nicht allein aus Steuergeldern finanziert werden, sondern Private einbeziehen, etwa durch die Umwidmung umweltschädlicher Subventionen und durch klare Berichterstattung und Taxonomie. Die Kosten des Nichthandelns sollten verstanden werden.
Die Staatengemeinschaft hat sich 2022 auf einen neuen globalen Rahmen für die Biodiversität (GBF) und 2023 auf das Abkommen zum Schutz der Biodiversität auf Hoher See (BBNJ) geeinigt. Dieser politische Konsens spiegelt die wissenschaftlich erwiesene Dringlichkeit von Biodiversitätsschutz und belegt die Kooperationsbereitschaft zu diesem Thema selbst in Jahren angespannter internationaler Beziehungen. Biodiversität ist ein Gemeingut und essenzielle Voraussetzung für eine gesunde Zukunft der Menschen und der Arten, mit denen sie die Erde teilen. Sie ermöglicht Ökosystemleistungen, z. B. die Bereitstellung sauberen Trinkwassers oder die Bestäubung von Nutz- und Wildpflanzen, für deren Sicherung Arten und Ökosysteme angemessen große und vernetzte Flächen brauchen. Der WBGU schlägt vor, die Flächenziele des GBF entsprechend dem Leitbild eines multifunktionalen Flächenmosaiks umzusetzen, in dem Schutz und Nutzung so zusammen gedacht werden, dass Mehrgewinne für Natur und Mensch generiert werden. Dieses Leitbild bietet allen Akteuren Orientierung für biodiversitätsschonendes und -förderndes Verhalten.

#### Über Klimaneutralität hinausdenken (2021)
Die Klimakrise und die durch die Covid-19-Pandemie bedingten Krisen müssen gemeinsam bewältigt werden. Viele Staaten arbeiten an Strategien zur Umsetzung des Pariser Übereinkommens. Auf der Klimakonferenz in Glasgow gilt es daher, kurz- und langfristige Ziele und Maßnahmen in Einklang zu bringen. In dem Papier empfiehlt der WBGU, nationale Langfriststrategien zu einem Hauptthema der Glasgower Klimakonferenz zu machen, um der aktuellen Klimapolitik Orientierung zu bieten. Allein auf technische Lösungen zu setzen, wird dadurch zu einer kurzsichtigen Planung, obwohl das Papier auch diese als eine von drei Empfehlungen erwähnt. Bislang sind die Staaten nur dazu verpflichtet, kurzfristige „national festgelegte Beiträge“ (NDCs) zum Klimaschutz vorzulegen. Diese müssen deutlich ambitionierter werden und schon heute einen Pfad einschlagen, mit dem die Ziele des Pariser Übereinkommens erreicht werden können. Daher ist es aus Sicht des WBGU notwendig, auch die Erstellung von Langfriststrategien verpflichtend vorzuschreiben.

#### Ein europäischer Weg in unsere gemeinsame digitale Zukunft (2019)
In diesem Politikpapier plädiert der WBGU dafür, dass Deutschland während seiner EU-Ratspräsidentschaft 2020 an den Green Deal der EU-Kommissionspräsidentin Ursula von der Leyen anknüpfen und auf eine enge Verzahnung von digitalem Wandel und Nachhaltigkeit hinwirken sollte. Auch das neue EU-Parlament und die neue EU-Kommission sollten dieses Ziel verfolgen. Der WBGU empfiehlt sieben Maßnahmen:
1. Chancen und Risiken der Digitalisierung in EU-Nachhaltigkeitspolitik integrieren: Die EU benötigt eine Umsetzungsstrategie für die SDGs, die auch digitale Technologien in den Dienst der Nachhaltigkeit stellt und ihre Risiken adressiert. In gleicher Weise sollte Digitalisierung im 8. Umweltaktionsprogramm ab 2021 verankert werden.
2. Digitalpolitik aktiv entsprechend der Nachhaltigkeitsziele gestalten: Ökologische und soziale Ziele, die durch Digitalisierung erreicht werden können, sollten mit gleichem Nachdruck verfolgt werden, etwa durch die europäische digitale Agenda, die Strategie für Künstliche Intelligenz (KI) der EU-Kommission oder bei Maßnahmen im Rahmen des Programms Digitales Europa. Bereits frühzeitig sollten dabei negative (Neben-)Effekte identifiziert und minimiert werden.[48]
3. Privatwirtschaft bei Datenbereitstellung stärker in den Dienst nehmen: Die EU-Datenpolitik konzentriert sich bisher auf den Schutz personenbezogener Daten und die Verwendung von Daten öffentlicher Stellen. Dies greift zu kurz: Auch die Zugänglichkeit und Weiterverwendung (nicht personenbezogener) Daten der Privatwirtschaft sollten verbessert werden, um gemeinschaftlich nutzbare Daten und digitalisierte (Wissens-)Güter zu schaffen.
4. Künstliche Intelligenz nachhaltigkeitsorientiert entwickeln und anwenden: Die EU sollte bei Anwendung und Entwicklung von KI-Systemen konsequent ihrem wertebasierten Ansatz folgen: Grundrechte, die Würde des Menschen, Umwelt- und Nachhaltigkeitsprinzipien sind das normative Fundament der EU und stehen nicht zur Disposition. Eine (Rahmen-)Gesetzgebung für Entwicklung und Umgang mit KI ist dringend nötig, da ethische Leitlinien und Debatten allein nicht genügen, um eine entsprechende Gestaltung und Anwendung zu gewährleisten. Zudem sollte die Forschung zu erklärbarer und abgesicherter, d.  h. verlässlich verifizierter und validierter KI gefördert und genutzt werden, um vertrauenswürdige, faire und zurechnungsfähige Verfahren sicherzustellen.
5. Zugang zu digitalen Gemeingütern und Basisdiensten durch öffentlich-rechtliche IKT-Infrastrukturen gewährleisten: Individuelle Teilhabe, Persönlichkeitsentfaltung, Umweltschutz, fairer Wettbewerb und eine funktionierende digitale Öffentlichkeit setzen Zugang zu Daten und Diensten voraus, wie z. B. zu Cloud-Diensten, Mobilitätsplattformen oder einem Suchindex. Deren fast ausschließlich privatwirtschaftliche Bereitstellung erfolgt nicht immer im Gemeinwohlinteresse. Das Verständnis von Daseinsvorsorge im Digitalen Zeitalter sollte daher erweitert werden: Aufgabe der EU sollte sein, öffentlich-rechtliche digitale und digitalisierte Infrastrukturen zu schaffen bzw. zu gewährleisten, um Daten und Informationen im Allgemeinen Interesse zugänglich zu machen und alternative, öffentlich-rechtliche (Basis-)Dienste anzubieten.[49][50]
6. EU-Forschungspolitik und Förderung von Innovationen konsequent an Nachhaltigkeitszielen orientieren: Responsible Research and Innovation sollte als übergreifendes Konzept europäischer Forschungs- und Innovationspolitik angewendet werden, um die Ausrichtung an Nachhaltigkeitszielen explizit zu verankern und ungewollte Auswirkungen zu vermeiden. Das hohe Umwelt-, Verbraucher- und Arbeitsschutzniveau der EU darf durch das derzeit diskutierte Innovationsprinzip nicht geschwächt werden. Die Missionen von Horizont Europa sollten darauf abzielen, digitalen Wandel und Nachhaltigkeitstransformation integriert zu gestalten und dabei Transformations- und transformative Forschung stärken.
7. Europäisches Digitalisierungsmodell als außenpolitischer Akzent: Auch international sollte die EU die Verzahnung von Nachhaltigkeit und Digitalisierung vorantreiben. Sie sollte einen Gipfel zu „Nachhaltigkeit im Digitalen Zeitalter“, z. B. symbolisch 30 Jahre nach dem Erdgipfel in Rio für das Jahr 2022, initiieren, der Weichen zur notwendigen Fortschreibung der Nachhaltigkeitsagenda bis 2030 und darüber hinausstellt.[51]

#### Digitales Momentum für die UN-Nachhaltigkeitsagenda im 21. Jahrhundert (2019)
Der globale digitale Wandel soll laut den Empfehlungen des Papiers so gestaltet werden, dass er die Umsetzung der Agenda 2030 mit ihren globalen Nachhaltigkeitszielen (SDGs) unterstützt. Bisher hat sich der durch die Digitalisierung erhoffte Beitrag zur Erreichung dieser Ziele nicht eingestellt. Nur wenn der digitale Wandel und die Transformation zur Nachhaltigkeit konstruktiv verzahnt werden, kann es gelingen, Klima- und Umweltschutz sowie menschliche Entwicklung voranzubringen.
Der WBGU bringt vier Impulse mit direktem Bezug zu den globalen Nachhaltigkeitszielen (SDGs) in die Diskussion einbringen:
Erstens geht es darum, mittels einer gestärkten Zukunftsbildung das Welt(umwelt)bewusstsein der Menschen weltweit zu fördern. Im Zentrum sollte das Ziel stehen, Menschen zu befähigen, den digitalen Wandel und die Transformation zur Nachhaltigkeit aktiv zu gestalten. Dabei sind offene Daten mit Nachhaltigkeitsbezug oder virtuelle Lernumfelder für das Erleben von Ökosystemen wichtige Elemente. Konkret sollte eine integrierte Programmatik für Zukunftsbildung entwickelt, UN-Prozesse für bürgerwissenschaftliche Projekte geöffnet und eine International Information Union gegründet werden, die nachhaltigkeitsbezogene Daten erfasst, aufbereitet und zugänglich macht.
Zweitens empfiehlt das Papier, eine digital gestützte Kreislaufwirtschaft zu etablieren. Den Übergang von linearen und ressourcenintensiven Wertschöpfungsketten zu einer möglichst vollständigen Kreislaufwirtschaft als einen zentralen Baustein der Transformation zur Nachhaltigkeit. Digitale Datenerfassung und -verarbeitung bieten hierfür große Potenziale. Konkret wird die Erfassung umweltschädlicher Emissionen und Ressourcenverbräuchen über alle Wirtschaftszweige und Wertschöpfungsketten sowie verstärkte Anstrengungen zur internationalen Umsetzung der 3-R-Strategie (reduce, reuse, recycle) angeregt.
Drittens wird eine Modernisierung der Nachhaltigkeitspolitik selbst durch Nutzung digitaler Lösungen vorgeschlagen. Digital gestützte Governance kann die Transparenz politischen Handelns sowie die Beteiligung und weltweite Vernetzung politischer Akteure verbessern helfen. Konkret soll die Koordination im UN-System durch die Einrichtung einer „UN Digitalization Initiative“ intensiviert, eine „UN-Rahmenkonvention für digitale Nachhaltigkeit und nachhaltige Digitalisierung“ ausgehandelt sowie eine global einheitliche Indikatorik für die globalen Entwicklungsziele entwickelt werden, um die Vergleich- und Überprüfbarkeit der Länderberichte zu erleichtern.
Viertens bedarf es laut dem Papier vor dem Hintergrund der Chancen und Risiken des digitalen Zeitalters einer Weiterentwicklung der globalen Nachhaltigkeitsagenda über 2030 hinaus. Die UN sollten sich rechtzeitig auf diese zukünftigen Herausforderungen vorbereiten. Dazu empfiehlt der WBGU für das Jahr 2022, 30 Jahre nach dem Erdgipfel von Rio de Janeiro, einen UN-Gipfel zu „Nachhaltigkeit im Digitalen Zeitalter“ einzuberufen, um erste Weichen zur Fortschreibung der Agenda 2030 zu stellen. Als ein zentrales Ergebnis schlägt das Papier die Verabschiedung einer Charta mit dem Titel „Unsere gemeinsame digitale Zukunft“ vor.

#### Zeit-gerechteKlimapolitik: Vier Initiativen für Fairness (2018)
Das Papier hat eine Gerechtigkeit in der Zeit, eine Gerechtigkeit zwischen den Generationen und eine Gerechtigkeit zwischen den jetzigen und zukünftigen Mitgliedern der menschlichen Spezies als Fokus. Die Begrenzung der globalen Erwärmung auf deutlich unter 2 °C erfordert eine rapide Dekarbonisierung der Weltwirtschaft. Die Risiken und Schäden fallen für eine wachsende Zahl von Menschen gravierender aus, je länger die Transformation zur Klimaverträglichkeit verschleppt werde.
Transformationsanforderungen und Klimaschäden sind zeitlich, räumlich und sozial ungleich verteilt, ebenso die jeweiligen Möglichkeiten, ihnen zu begegnen. Daher schlägt der WBGU eine zeit-gerechte Transformation vor, die alle betroffenen Menschen in den Blick nimmt, deren Handlungsfähigkeit stärkt, Verursacher des Klimawandels in die Pflicht nimmt und national wie global Zukunftsperspektiven schafft. Der WBGU schlägt der Bundesregierung die Förderung von vier essenziellen Initiativen einer zeit-gerechten Klimapolitik vor. Einer der konkreten politischen Vorschläge des Papiers ist eine weiterentwickelte Idee des Klimaforschers Hans Joachim Schellnhuber – der Klimapass.
Diese Initiative zielt auf:
(1) die vom Strukturwandel zur Klimaverträglichkeit betroffenen Menschen (z. B. in Kohleregionen)
(2) die Rechtsansprüche der vom Klimawandel geschädigten Menschen
(3) die würdevolle Migration von Menschen, die ihre Heimat durch den Klimawandel verlieren
(4) die Schaffung von Finanzierungsinstrumenten für eine zeit-gerechte Transformation.

#### Zivilisatorischer Fortschritt innerhalb planetarischer Leitplanken – Ein Beitrag zur SDG-Debatte (2014)
Für die Transformation zur nachhaltigen Entwicklung hat das Jahr 2015 eine besondere Bedeutung. Neue Ziele für nachhaltige Entwicklung (Sustainable Development Goals, SDGs) sollen die dann auslaufenden Millenniumentwicklungsziele (MDGs) ablösen und dem politischen Handeln für die kommenden Jahrzehnte eine neue Orientierung bieten. Der WBGU empfiehlt, den neuen Zielkatalog an der zentralen Botschaft des Erdgipfels von 1992 auszurichten, wonach Entwicklung und Umweltschutz gemeinsam betrachtet werden müssen und keinen Widerspruch zueinander darstellen. Die SDGs sollten nicht auf Armutsbekämpfung reduziert werden, sondern müssen alle Dimensionen nachhaltiger Entwicklung erfassen. Insbesondere müssen die globalen Umweltveränderungen einbezogen werden, denn andernfalls wird auch Armutsbekämpfung unmöglich. Dieser Zusammenhang wird im laufenden Diskurs zu den SDGs bisher unzureichend berücksichtigt. Viele Berichte nennen zwar das Konzept der planetarischen Leitplanken bzw. Grenzen, aber unterlegen es nicht mit konkreten Zielen. Der WBGU legt Empfehlungen vor, wie Leitplanken für globale Umweltveränderungen im SDG-Katalog verankert und durch entsprechende Targets (Handlungsziele) operationalisiert werden sollten.
Über dieses Politikpapier wurde u. a. beim idw und beim BMU berichtet.

#### Finanzierung der globalen Energiewende (2012)
Die Welt steht vor der Herausforderung einer Transformation zu nachhaltigen Energiesystemen. Für verbesserte Energieeffizienz und die Umstellung auf erneuerbare Energien müssen hohe Anfangsinvestitionen getätigt werden. Diese Investitionen beinhalten zugleich große Chancen, da im Zuge der Transformation strategische Innovationen ausgelöst werden und neue Märkte entstehen können. Die Investitionen in erneuerbare Energietechnologien und Energieeffizienz können durch Einsparungen der Kosten für fossile Brennstoffe bei konventionellen Technologien schon bis zum Jahr 2040 vollständig kompensiert sein. Das private Kapital für die Transformation ist vorhanden und kann unter geeigneten politischen Rahmenbedingungen mobilisiert werden. Mit einer entsprechenden Ordnungspolitik sollten Investitionen für private Akteure attraktiver gemacht werden.

#### Klimapolitik nach Kopenhagen: Auf drei Ebenen zum Erfolg (2010)
Die internationale Klimapolitik befand sich nach der Klimakonferenz von Kopenhagen in einer Krise: Das erhoffte umfassende und verpflichtende UN-Klimaabkommen war in nicht absehbare Ferne gerückt. Damit eine Erhöhung der globalen Mitteltemperatur um mehr als 2 °C bis zum Ende des Jahrhunderts verhindert werden könne, befand das Papier 2010, dass innerhalb weniger Jahre entscheidende Weichen in der internationalen Klimadiplomatie gestellt werden müssten. Der WBGU empfahl, das multilaterale Klimaregime wiederzubeleben, indem Politik und Zivilgesellschaft in Europa eine selbstbewusste Führungsrolle einnehmen und weltweite Allianzen mit ausgewählten Klimapionierstaaten eingehen sollten. Zivilgesellschaftliche Initiativen sollten stärker als zuvor unterstützt werden. Die Durchsetzung einer international verbindlichen Regelung zur Begrenzung des CO2-Ausstoßes – etwa in Anlehnung an den Budgetansatz des WBGU (siehe Abschnitt 3.2.8) und ähnlicher Lösungsansätze, die auch in China und Indien diskutiert worden – müsse als Ziel bestehen bleiben. Die Empfehlungen in diesem Politikpapier richteten sich in erster Linie an die deutsche Bundesregierung als Akteur auf der internationalen Bühne, insbesondere im Hinblick auf ihre Rolle innerhalb der EU, auf zwischenstaatlicher Ebene im Rahmen bi- und multilateraler Kooperationen sowie im Kontext der Vereinten Nationen.

#### Neue Impulse für die Klimapolitik: Chancen der deutschen Doppelpräsidentschaft nutzen (2007)
Um einen gefährlichen Klimawandel noch zu verhindern, sah das Papier eine zwingende Trendumkehr bis 2017 und ein Erreichen einer Halbierung der globalen Treibhausgasemissionen gegenüber 1990 bis 2050. Zwischen dem hierzu dringend erforderlichen Handeln und der aktuellen Klimapolitik klaffte laut der Analyse eine zunehmend größere Lücke. Der WBGU war deshalb 2007 der Überzeugung, dass weltweit eine neue klimapolitische Dynamik notwendig sei. Die Blicke sah es damals auf Deutschland gerichtet: Die damalige Präsidentschaft in der Europäischen Union und der zeitlich parallele Vorsitz der G8 bot eine doppelte Chance, den Klimaschutz voranzubringen.

#### Keine Entwicklung ohne Umweltschutz: Empfehlungen zum Millennium+5-Gipfel (2005)
Auf dem Millennium+5-Gipfel stand die Erreichung der Millenniums-Entwicklungsziele (MDGs) und die Handlungsfähigkeit der Vereinten Nationen auf dem Prüfstand. Der Gipfel bot die Chance, die internationale Armutsbekämpfung neu auszurichten und eine Reform der UN anzustoßen. Würden die MDGs scheitern, drohe der internationalen Zusammenarbeit eine Krise. In der damaligen Debatte zur Armutsbekämpfung wurden Umweltprobleme vernachlässigt, die aber in vielen Entwicklungsländern die Armut verschärften. Daher empfahl das Papier, dass sich die Staatengemeinschaft auf die Botschaft der Konferenz von Rio de Janeiro 1992 besinnen sollte: Umwelt und Entwicklung gehören untrennbar zusammen.

#### Erneuerbare Energien für eine nachhaltige Entwicklung: Impulse für die Renewables (2004)
Der WBGU hatte in seinen Gutachten Energiewende zur Nachhaltigkeit und Über Kioto hinaus denken gezeigt, dass der Umbau der Energiesysteme erhebliche Anstrengungen erfordere, selbst wenn er unverzüglich in Angriff genommen würde. Er hatte aber auch deutlich gemacht, dass dieser Umbau sowohl technisch als auch finanziell machbar wäre, welche Technologien und Instrumente hierfür nutzbar gemacht werden könnten und wie der Fahrplan in eine nachhaltige Energiezukunft aussehen könne. In diesem Politikpapier wurden die Empfehlungen des WBGU gebündelt und gezielt als Beitrag für die Renewables 2004 formuliert.

#### Entgelte für die Nutzung globaler Gemeinschaftsgüter (2002)
Im Vorfeld der im März 2002 stattgefundenen UN-Finanzierungskonferenz (International Conference on Financing for Development) und des Weltgipfels für Nachhaltige Entwicklung (World Summit on Sustainable Development – WSSD) im September 2002 rückt die Frage der Finanzierung der globalen Nachhaltigkeitspolitik zunehmend in den Mittelpunkt des Interesses. In diesem Politikpapier fasste der WBGU die zentralen Ergebnisse seines Sondergutachtens über Nutzungsentgelte im Rahmen globaler Nachhaltigkeitspolitik zusammen und gab Empfehlungen zu einer politisch tragfähigen Umsetzung des Konzepts der globalen Nutzungsentgelte für drei Anwendungsbereiche:
- Entgelte für die Nutzung des Luftraums durch den Flugverkehr,
- Entgelte für die Nutzung der Meere durch die Schifffahrt,
- Entgelte für Nutzungsverzichtserklärungen.[72]

#### Die Chance von Johannesburg – Eckpunkte einer Verhandlungsstrategie (2001)
Der Weltgipfel für Nachhaltige Entwicklung (WSSD) in Johannesburg bot für die Staatengemeinschaft erneut eine Gelegenheit, entscheidende Weichenstellungen in der internationalen Umwelt- und Entwicklungspolitik vorzunehmen. Zu diesem Anlass wollte der WBGU der Bundesregierung Hinweise auf besonders dringende Themen geben, bei denen Entscheidungen in Johannesburg helfen könnten, kritische Defizite in der heutigen Umwelt- und Entwicklungspolitik zu beseitigen. Seit 1992 wurde in der globalen Umweltpolitik viel bewegt, insbesondere wurden für eine Reihe gravierender globaler Umweltprobleme wie Klimawandel, Verlust biologischer Vielfalt, Bodendegradation in Trockengebieten oder Wirkung persistenter organischer Schadstoffe völkerrechtliche Regelungen ausgearbeitet. Deshalb sollten nach Ansicht des WBGU in Johannesburg keine Detailverhandlungen zu diesen Themen geführt werden. Allerdings sollten mit dem Papier Anstöße geben werden, um Lücken zu schließen und Konventionen weiterzuentwickeln.

## Öffentliche Veranstaltungen und Wissenskommunikation (Auswahl)

### Welt im Wandel – Energiewende zur Nachhaltigkeit
Im Mai 2012 veranstaltete der WBGU in Berlin ein hochrangiges internationales Symposium „Towards Low-Carbon Prosperity: National Strategies and International Partnerships“ auf dem die unterschiedlichen nationalen Strategien für den Aufbau klimaverträglicher Energiesysteme und Möglichkeiten für internationale Partnerschaften debattiert wurden. Bundeskanzlerin Angela Merkel hielt die Hauptrede.
Lehrveranstaltung „World in Transition“ des WBGU entstand in Kooperation mit der Virtuellen Akademie Nachhaltigkeit. Ziel ist es, Studierenden und Hochschulen frei zugängliche und kostenfreie Online-Lehrveranstaltungen zum Thema Nachhaltigkeit anzubieten. Die videobasierte Lehrveranstaltung ist auch ein Beitrag zum Wissenschaftsjahr 2012 des BMBF „Zukunftsprojekt Erde“. Anlässlich der Verabschiedung der neuen Sustainable Development Goals betonte der damalige Co-Vorsitzende Dirk Messner für die SDG-Umsetzung die Berücksichtigung planetarischer Leitplanken, zu deren Erläuterungen ein animierter Kurzfilm produziert wurde.

### Welt im Wandel – Gesellschaftsvertrag für eine Große Transformations
Das WBGU-Gutachten „Welt im Wandel – Gesellschaftsvertrag für eine Große Transformation“ ist auch als videobasierte Lehrveranstaltung in englischer Sprache verfügbar.
Zur Popularisierung seines Gutachten „Welt im Wandel – Gesellschaftsvertrag für eine Große Transformation“ (2011) hat der WBGU 2013 ein Comic („Die Große Transformation; Klima – Kriegen wir die Kurve?“) auf den Markt gebracht, das die komplexen Inhalte der Studie allgemeinverständlich darstellt. Die englische Ausgabe des Comic erschien 2014 unter dem Titel „The Great Transformation: Climate – Can we beat the Heat?“ Die französische Ausgabe erschien 2015 unter dem Titel „La Grande Transformation – Climat, inverserons-nous la courbe?“. 2016 erschien der Comic „Der urbane Planet – Wie Städte unsere Zukunft sichern“ in deutscher, englischer und spanischer Sprache.

### Der Umzug der Menschheit: Die transformative Kraft der Städte
2017 veranstaltete der WBGU die internationale Konferenz „The transformative power of cities“. Zwei Panels behandelten die Themen: „Do real estate markets lead to unjust cities?“ und „Digital cities – Potential or Risk for Sustainable Development?“. Sprecher waren u. a. Stefan Bone-Winkel, Shivani Chaudhry, Leilani Fahra, Barbara Hendricks, Dirk Messner, Saskia Sassen, Hans Joachim Schellnhuber und Carlo Ratti.

### Unsere gemeinsame digitale Zukunft
Zur Vorbereitung des Gutachtens „Unsere gemeinsame digitale Zukunft“ hat der WBGU im Juni 2018 die öffentliche Gesprächsrunde „Digitalisierung und Nachhaltigkeit: Welche Zukunft wollen wir gestalten?“ durchgeführt. Grundlage war das Impulspapier „Digitalisierung – worüber wir jetzt reden müssen“. Im Oktober 2018 war der WBGU einer der Ausrichter der 26. Jahreskonferenz des European Environment and Sustainable Development Advisory Councils Network (EEAC) „Towards a Sustainable Europe by 2030: Key leverages for transformation“.
Die Vorstellung des Gutachtens fand in Kooperation mit der KfW im April 2019 statt. Zwei weitere Vorstellungen fanden im Sommer und Herbst 2019 in New York jeweils während des High-Level Political Forum on Sustainable Development der Vereinten Nationen statt. Im Winter 2019 veranstaltete der WBGU in Kooperation mit dem BMBF und dem Weizenbaum-Institut die Forschungskonferenz „Zukunft gestalten: Digital und nachhaltig“, bei der die Zusammenhänge zwischen dem digitalen Wandel und der Transformation zur Nachhaltigkeit und die sich hieraus ergebenden neuen Forschungsthemen diskutiert wurden.